# Peucedramus
Peucedramus is een geslacht van zangvogels uit de familie van de Peucedramidae. De wetenschappelijke naam van het geslacht is voor het eerst geldig gepubliceerd in 1875 door Coues.

## Soorten
De volgende soort is bij het geslacht ingedeeld:
- Peucedramus taeniatus – Oranjekopzanger